# Stefan Ristovski
Stefan Ristovski (in macedone Стефан Ристовски?; Skopje, 12 febbraio 1992) è un calciatore macedone, difensore del Sarajevo e della nazionale macedone, della quale è capitano.

## Biografia
Suo fratello minore Milan è anch'egli un calciatore.

## Carriera

### Club

#### Gli inizi
Cresce nelle giovanili del Vardar.

#### Parma e vari prestiti
Nel 2010 si trasferisce in Italia nel Parma e viene aggregato alla formazione Primavera.
Nell'agosto 2011 viene ceduto in prestito al Crotone. Esordisce con la nuova maglia in Coppa Italia il 23 novembre 2011 nella sconfitta 4-2 contro il Bologna entrando al 66º minuto al posto del compagno Pedro Correia. Il suo esordio in Serie B avviene il 6 gennaio 2012 nella sconfitta per 3-0 contro il Brescia subentrando al 69º minuto a Mazzotta.
Il 30 gennaio 2012 torna al Parma e, nella stessa giornata, viene ceduto in prestito al Frosinone. Il 5 luglio 2012 viene ceduto in prestito con diritto di riscatto e controriscatto al Bari. Il 25 agosto 2012 esordisce con la nuova maglia subentrando al posto di Claiton.
L'11 luglio 2013, tornato al Parma, viene ceduto in prestito al Latina. Il 31 agosto 2013 esordisce con la nuova maglia. Il 25 gennaio 2014 segna la sua prima rete in Italia regalando ai suoi la vittoria allo scadere contro l'Empoli.
A fine stagione torna al Parma per fine prestito. Esordisce con la squadra emiliana (oltreché in Serie A) il 31 agosto 2014 nella partita persa 1-0 a Cesena, entrando al posto di Mattia Cassani all'82º minuto. L'11 gennaio 2015 torna, sempre in prestito, al Latina.

#### Spezia e prestito al Rijeka
Il 7 luglio 2015 passa a titolo definitivo allo Spezia che lo gira in prestito in Croazia al Rijeka fino a fine stagione. Al termine della stagione viene rinnovato il prestito fino al 30 giugno 2017. Durante il biennio croato vince il campionato e la coppa nazionale.

#### Sporting Lisbona
Il 7 agosto 2017 viene ufficializzato il suo passaggio in prestito con diritto di riscatto ai portoghesi dello Sporting Lisbona. Debutta con la nuova maglia il 12 settembre in occasione del match di Champions League vinto 2-3 contro l'Olympiakos subentrando nei minuti finali. Esordisce in campionato il 5 novembre, giocando da titolare la partita pareggiata per 2-2 contro il Braga.

#### Dinamo Zagabria
Il 2 febbraio 2021 viene acquistato dalla Dinamo Zagabria. Ha esordito con il club nel derby contro l'Osijek, venendo espulso per doppia ammonizione.
Il 13 giugno 2025 viene annunciato il suo addio al club.

### Nazionale
Il 10 agosto 2011 esordisce in nazionale maggiore nella partita amichevole Azerbaigian-Macedonia (0-1). L'11 giugno 2017, in occasione del match perso per 1-2 contro la Spagna, valevole per le qualificazioni al campionato del mondo 2018, segna il suo primo gol in nazionale.
Nel 2021 viene convocato per il primo europeo disputato dalla nazionale macedone in tutta la sua storia.

## Statistiche

### Presenze e reti nei club
Statistiche aggiornate al 17 settembre 2024.
| Stagione                | Squadra                 | Campionato              | Campionato | Campionato | Coppe nazionali | Coppe nazionali | Coppe nazionali | Coppe continentali | Coppe continentali | Coppe continentali | Altre coppe | Altre coppe | Altre coppe | Totale | Totale | Totale |
| Stagione                | Squadra                 | Comp                    | Pres       | Reti       | Comp            | Pres            | Reti            | Comp               | Pres               | Reti               | Comp        | Pres        | Reti        | Pres   | Reti   |        |
| ----------------------- | ----------------------- | ----------------------- | ---------- | ---------- | --------------- | --------------- | --------------- | ------------------ | ------------------ | ------------------ | ----------- | ----------- | ----------- | ------ | ------ | ------ |
| 2008-2009               | Vardar                  | PL                      | 6          | 0          | -               | -               | -               | -                  | -                  | -                  | -           | -           | -           | 6      | 0      |        |
| 2009-2010               | Vardar                  | PL                      | 11         | 1          | -               | -               | -               | -                  | -                  | -                  | -           | -           | -           | 11     | 1      |        |
| 2010-2011               | Vardar                  | PL                      | 6          | 0          | -               | -               | -               | -                  | -                  | -                  | -           | -           | -           | 6      | 0      |        |
| Totale Vardar           | Totale Vardar           | Totale Vardar           | 23         | 1          |                 | -               | -               |                    | -                  | -                  |             | -           | -           | 23     | 1      |        |
| 2011-gen. 2012          | Crotone                 | B                       | 1          | 0          | CI              | 1               | 0               | -                  | -                  | -                  | -           | -           | -           | 2      | 0      |        |
| gen.-giu. 2012          | Frosinone               | 1D                      | 12         | 0          | -               | -               | -               | -                  | -                  | -                  | -           | -           | -           | 12     | 0      |        |
| 2012-2013               | Bari                    | B                       | 20         | 0          | CI              | 1               | 0               | -                  | -                  | -                  | -           |             | -           | 21     | 0      |        |
| 2013-2014               | Latina                  | B                       | 33+4       | 2+1        | CI              | 1               | 0               | -                  | -                  | -                  | -           | -           | -           | 38     | 3      |        |
| 2014-gen. 2015          | Parma                   | A                       | 6          | 0          | -               | -               | -               | -                  | -                  | -                  | -           | -           | -           | 6      | 0      |        |
| gen.-giu. 2015          | Latina                  | B                       | 19         | 0          | CI              | -               | -               | -                  | -                  | -                  | -           | -           | -           | 19     | 0      |        |
| Totale Latina           | Totale Latina           | Totale Latina           | 56         | 3          |                 | 1               | 0               |                    | -                  | -                  |             | -           | -           | 57     | 3      |        |
| 2015-2016               | Rijeka                  | 1.HNL                   | 32         | 0          | CC              | 5               | 0               | UEL                | 1                  | 0                  | -           | -           | -           | 38     | 0      |        |
| 2016-2017               | Rijeka                  | 1.HNL                   | 33         | 0          | CC              | 6               | 1               | UEL                | 2                  | 0                  | -           | -           | -           | 41     | 1      |        |
| ago. 2017               | Rijeka                  | 1.HNL                   | 3          | 0          | -               | -               | -               | UCL                | 4                  | 1                  |             |             |             | 7      | 1      |        |
| Totale Rijeka           | Totale Rijeka           | Totale Rijeka           | 68         | 0          |                 | 11              | 1               |                    | 7                  | 1                  |             | -           | -           | 86     | 2      |        |
| ago. 2017-2018          | Sporting CP             | PL                      | 8          | 0          | CP+CdL          | 7+1             | 0               | UCL+UEL            | 4+3                | 0                  | -           | -           | -           | 23     | 0      |        |
| 2018-2019               | Sporting CP             | PL                      | 23         | 0          | CP+CdL          | 2+3             | 0               | UEL                | 5                  | 0                  | -           | -           | -           | 33     | 0      |        |
| 2019-2020               | Sporting CP             | PL                      | 21         | 0          | CP+CdL          | 0+3             | 0               | UEL                | 2                  | 0                  | SP          | 0           | 0           | 26     | 0      |        |
| 2020-gen. 2021          | Sporting CP             | PL                      | 0          | 0          | CP+CdL          | 0               | 0               | UEL                | 0                  | 0                  | -           | -           | -           | 0      | 0      |        |
| Totale Sporting Lisbona | Totale Sporting Lisbona | Totale Sporting Lisbona | 52         | 0          |                 | 16              | 0               |                    | 14                 | 0                  |             | 0           | 0           | 82     | 0      |        |
| gen.-giu. 2021          | Dinamo Zagabria         | 1.HNL                   | 8          | 0          | CC              | 2               | 0               | UEL                | 6                  | 0                  | -           | -           | -           | 16     | 0      |        |
| 2021-2022               | Dinamo Zagabria         | 1.HNL                   | 30         | 1          | CC              | 2               | 0               | UCL+UEL            | 6+7                | 0                  | -           | -           | -           | 45     | 1      |        |
| 2022-2023               | Dinamo Zagabria         | 1.HNL                   | 28         | 4          | CC              | 2               | 0               | UCL                | 11                 | 0                  | SC          | 0           | 0           | 41     | 4      |        |
| 2023-2024               | Dinamo Zagabria         | 1.HNL                   | 26         | 0          | CC              | 3               | 0               | UCL+UEL+UECL       | 4+2+8              | 0                  | SC          | 1           | 0           | 44     | 0      |        |
| 2024-2025               | Dinamo Zagabria         | 1.HNL                   | 28         | 2          | CC              | 2               | 0               | UCL                | 9                  | 0                  | -           | -           | -           | 39     | 2      |        |
| Totale Dinamo Zagabria  | Totale Dinamo Zagabria  | Totale Dinamo Zagabria  | 120        | 7          |                 | 11              | 0               |                    | 53                 | 0                  |             | 1           | 0           | 185    | 7      |        |
| 2025-2026               | Sarajevo                | PL                      | 2          | 1          | -               | -               | -               | UECL               | 2                  | 0                  | -           | -           | -           | 4      | 1      |        |
| Totale carriera         | Totale carriera         | Totale carriera         | 358        | 11         |                 | 41              | 1               |                    | 75                 | 1                  |             | 1           | 0           | 475    | 13     |        |

### Cronologia presenze e reti in nazionale
| Cronologia completa delle presenze e delle reti in nazionale ― Macedonia del Nord | Cronologia completa delle presenze e delle reti in nazionale ― Macedonia del Nord | Cronologia completa delle presenze e delle reti in nazionale ― Macedonia del Nord | Cronologia completa delle presenze e delle reti in nazionale ― Macedonia del Nord | Cronologia completa delle presenze e delle reti in nazionale ― Macedonia del Nord | Cronologia completa delle presenze e delle reti in nazionale ― Macedonia del Nord | Cronologia completa delle presenze e delle reti in nazionale ― Macedonia del Nord | Cronologia completa delle presenze e delle reti in nazionale ― Macedonia del Nord |
| Data                                                                              | Città                                                                             | In casa                                                                           | Risultato                                                                         | Ospiti                                                                            | Competizione                                                                      | Reti                                                                              | Note                                                                              |
| --------------------------------------------------------------------------------- | --------------------------------------------------------------------------------- | --------------------------------------------------------------------------------- | --------------------------------------------------------------------------------- | --------------------------------------------------------------------------------- | --------------------------------------------------------------------------------- | --------------------------------------------------------------------------------- | --------------------------------------------------------------------------------- |
| 10-8-2011                                                                         | Baku                                                                              | Azerbaigian                                                                       | 0 – 1                                                                             | Macedonia                                                                         | Amichevole                                                                        | -                                                                                 |                                                                                   |
| 26-5-2012                                                                         | Leiria                                                                            | Portogallo                                                                        | 0 – 0                                                                             | Macedonia                                                                         | Amichevole                                                                        | -                                                                                 |                                                                                   |
| 15-8-2012                                                                         | Skopje                                                                            | Macedonia                                                                         | 1 – 0                                                                             | Lituania                                                                          | Amichevole                                                                        | -                                                                                 |                                                                                   |
| 16-10-2012                                                                        | Skopje                                                                            | Macedonia                                                                         | 1 – 0                                                                             | Serbia                                                                            | Qual. Mondiali 2014                                                               | -                                                                                 | 90+1’                                                                             |
| 26-3-2013                                                                         | Bruxelles                                                                         | Belgio                                                                            | 1 – 0                                                                             | Macedonia                                                                         | Qual. Mondiali 2014                                                               | -                                                                                 | 70’                                                                               |
| 3-6-2013                                                                          | Malmö                                                                             | Svezia                                                                            | 1 – 0                                                                             | Macedonia                                                                         | Amichevole                                                                        | -                                                                                 |                                                                                   |
| 14-8-2013                                                                         | Skopje                                                                            | Macedonia                                                                         | 2 – 0                                                                             | Bulgaria                                                                          | Amichevole                                                                        | -                                                                                 |                                                                                   |
| 6-9-2013                                                                          | Skopje                                                                            | Macedonia                                                                         | 2 – 1                                                                             | Galles                                                                            | Qual. Mondiali 2014                                                               | -                                                                                 | 39’                                                                               |
| 10-9-2013                                                                         | Skopje                                                                            | Macedonia                                                                         | 1 – 2                                                                             | Scozia                                                                            | Qual. Mondiali 2014                                                               | -                                                                                 |                                                                                   |
| 11-10-2013                                                                        | Cardiff                                                                           | Galles                                                                            | 1 – 0                                                                             | Macedonia                                                                         | Qual. Mondiali 2014                                                               | -                                                                                 |                                                                                   |
| 15-10-2013                                                                        | Jagodina                                                                          | Serbia                                                                            | 5 – 1                                                                             | Macedonia                                                                         | Qual. Mondiali 2014                                                               | -                                                                                 | 25’                                                                               |
| 8-9-2014                                                                          | Valencia                                                                          | Spagna                                                                            | 5 – 1                                                                             | Macedonia                                                                         | Qual. Euro 2016                                                                   | -                                                                                 | 14’                                                                               |
| 9-10-2014                                                                         | Skopje                                                                            | Macedonia                                                                         | 3 – 2                                                                             | Lussemburgo                                                                       | Qual. Euro 2016                                                                   | -                                                                                 | 26’                                                                               |
| 12-10-2014                                                                        | Leopoli                                                                           | Ucraina                                                                           | 1 – 0                                                                             | Macedonia                                                                         | Qual. Euro 2016                                                                   | -                                                                                 |                                                                                   |
| 15-11-2014                                                                        | Skopje                                                                            | Macedonia                                                                         | 0 – 2                                                                             | Slovacchia                                                                        | Qual. Euro 2016                                                                   | -                                                                                 |                                                                                   |
| 27-3-2015                                                                         | Skopje                                                                            | Macedonia                                                                         | 1 – 2                                                                             | Bielorussia                                                                       | Qual. Euro 2016                                                                   | -                                                                                 |                                                                                   |
| 30-3-2015                                                                         | Skopje                                                                            | Macedonia                                                                         | 0 – 0                                                                             | Australia                                                                         | Amichevole                                                                        | -                                                                                 | 74’                                                                               |
| 5-9-2015                                                                          | Lussemburgo                                                                       | Lussemburgo                                                                       | 1 – 0                                                                             | Macedonia                                                                         | Qual. Euro 2016                                                                   | -                                                                                 | 40’                                                                               |
| 12-10-2015                                                                        | Barysaŭ                                                                           | Bielorussia                                                                       | 0 – 0                                                                             | Macedonia                                                                         | Qual. Euro 2016                                                                   | -                                                                                 |                                                                                   |
| 12-11-2015                                                                        | Skopje                                                                            | Macedonia                                                                         | 4 – 1                                                                             | Montenegro                                                                        | Amichevole                                                                        | -                                                                                 |                                                                                   |
| 17-11-2015                                                                        | Skopje                                                                            | Macedonia                                                                         | 0 – 1                                                                             | Libano                                                                            | Amichevole                                                                        | -                                                                                 | 69’                                                                               |
| 23-3-2016                                                                         | Capodistria                                                                       | Slovenia                                                                          | 1 – 0                                                                             | Macedonia                                                                         | Amichevole                                                                        | -                                                                                 | 82’                                                                               |
| 29-3-2016                                                                         | Skopje                                                                            | Macedonia                                                                         | 0 – 2                                                                             | Bulgaria                                                                          | Amichevole                                                                        | -                                                                                 | 68’ 73’                                                                           |
| 29-5-2016                                                                         | Bad Erlach                                                                        | Azerbaigian                                                                       | 1 – 3                                                                             | Macedonia                                                                         | Amichevole                                                                        | -                                                                                 |                                                                                   |
| 2-6-2016                                                                          | Skopje                                                                            | Macedonia                                                                         | 1 – 3                                                                             | Iran                                                                              | Amichevole                                                                        | -                                                                                 |                                                                                   |
| 5-9-2016                                                                          | Scutari                                                                           | Albania                                                                           | 2 – 1                                                                             | Macedonia                                                                         | Qual. Mondiali 2018                                                               | -                                                                                 |                                                                                   |
| 6-10-2016                                                                         | Skopje                                                                            | Macedonia                                                                         | 1 – 2                                                                             | Israele                                                                           | Qual. Mondiali 2018                                                               | -                                                                                 |                                                                                   |
| 9-10-2016                                                                         | Skopje                                                                            | Macedonia                                                                         | 2 – 3                                                                             | Italia                                                                            | Qual. Mondiali 2018                                                               | -                                                                                 |                                                                                   |
| 12-11-2016                                                                        | Granada                                                                           | Spagna                                                                            | 4 – 0                                                                             | Macedonia                                                                         | Qual. Mondiali 2018                                                               | -                                                                                 |                                                                                   |
| 24-3-2017                                                                         | Vaduz                                                                             | Liechtenstein                                                                     | 0 – 3                                                                             | Macedonia                                                                         | Qual. Mondiali 2018                                                               | -                                                                                 |                                                                                   |
| 28-3-2017                                                                         | Skopje                                                                            | Macedonia                                                                         | 3 – 0                                                                             | Bielorussia                                                                       | Amichevole                                                                        | -                                                                                 |                                                                                   |
| 5-6-2017                                                                          | Skopje                                                                            | Macedonia                                                                         | 0 – 0                                                                             | Turchia                                                                           | Amichevole                                                                        | -                                                                                 | 34’ 81’                                                                           |
| 11-6-2017                                                                         | Skopje                                                                            | Macedonia                                                                         | 1 – 2                                                                             | Spagna                                                                            | Qual. Mondiali 2018                                                               | 1                                                                                 |                                                                                   |
| 2-9-2017                                                                          | Haifa                                                                             | Israele                                                                           | 0 – 1                                                                             | Macedonia                                                                         | Qual. Mondiali 2018                                                               | -                                                                                 |                                                                                   |
| 5-9-2017                                                                          | Strumica                                                                          | Macedonia                                                                         | 1 – 1                                                                             | Albania                                                                           | Qual. Mondiali 2018                                                               | -                                                                                 |                                                                                   |
| 6-10-2017                                                                         | Torino                                                                            | Italia                                                                            | 1 – 1                                                                             | Macedonia                                                                         | Qual. Mondiali 2018                                                               | -                                                                                 |                                                                                   |
| 9-10-2017                                                                         | Strumica                                                                          | Macedonia                                                                         | 4 – 0                                                                             | Liechtenstein                                                                     | Qual. Mondiali 2018                                                               | -                                                                                 |                                                                                   |
| 11-11-2017                                                                        | Skopje                                                                            | Macedonia                                                                         | 2 – 0                                                                             | Norvegia                                                                          | Amichevole                                                                        | -                                                                                 |                                                                                   |
| 23-3-2018                                                                         | Belek                                                                             | Finlandia                                                                         | 0 – 0                                                                             | Macedonia                                                                         | Amichevole                                                                        | -                                                                                 | 90+4’                                                                             |
| 27-3-2018                                                                         | Aksu                                                                              | Azerbaigian                                                                       | 1 – 1                                                                             | Macedonia                                                                         | Amichevole                                                                        | -                                                                                 |                                                                                   |
| 6-9-2018                                                                          | Gibilterra                                                                        | Gibilterra                                                                        | 0 – 2                                                                             | Macedonia                                                                         | UEFA Nations League 2018-2019 - 1º turno                                          | -                                                                                 |                                                                                   |
| 9-9-2018                                                                          | Skopje                                                                            | Macedonia                                                                         | 2 – 0                                                                             | Armenia                                                                           | UEFA Nations League 2018-2019 - 1º turno                                          | -                                                                                 |                                                                                   |
| 13-10-2018                                                                        | Skopje                                                                            | Macedonia                                                                         | 4 – 1                                                                             | Liechtenstein                                                                     | UEFA Nations League 2018-2019 - 1º turno                                          | -                                                                                 | 77’                                                                               |
| 16-10-2018                                                                        | Erevan                                                                            | Armenia                                                                           | 4 – 0                                                                             | Macedonia                                                                         | UEFA Nations League 2018-2019 - 1º turno                                          | -                                                                                 | 27’                                                                               |
| 21-3-2019                                                                         | Skopje                                                                            | Macedonia del Nord                                                                | 3 – 1                                                                             | Lettonia                                                                          | Qual. Euro 2020                                                                   | -                                                                                 |                                                                                   |
| 24-3-2019                                                                         | Lubiana                                                                           | Slovenia                                                                          | 1 – 1                                                                             | Macedonia del Nord                                                                | Qual. Euro 2020                                                                   | -                                                                                 |                                                                                   |
| 7-6-2019                                                                          | Skopje                                                                            | Macedonia del Nord                                                                | 0 – 1                                                                             | Polonia                                                                           | Qual. Euro 2020                                                                   | -                                                                                 | 76’                                                                               |
| 10-6-2019                                                                         | Skopje                                                                            | Macedonia del Nord                                                                | 1 – 4                                                                             | Austria                                                                           | Qual. Euro 2020                                                                   | -                                                                                 |                                                                                   |
| 10-10-2019                                                                        | Skopje                                                                            | Macedonia del Nord                                                                | 2 – 1                                                                             | Slovenia                                                                          | Qual. Euro 2020                                                                   | -                                                                                 | 43’ 81’                                                                           |
| 13-10-2019                                                                        | Varsavia                                                                          | Polonia                                                                           | 2 – 0                                                                             | Macedonia del Nord                                                                | Qual. Euro 2020                                                                   | -                                                                                 | 81’                                                                               |
| 16-11-2019                                                                        | Vienna                                                                            | Austria                                                                           | 2 – 1                                                                             | Macedonia del Nord                                                                | Qual. Euro 2020                                                                   | -                                                                                 | Cap.                                                                              |
| 19-11-2019                                                                        | Skopje                                                                            | Macedonia del Nord                                                                | 1 – 0                                                                             | Israele                                                                           | Qual. Euro 2020                                                                   | -                                                                                 |                                                                                   |
| 5-9-2020                                                                          | Skopje                                                                            | Macedonia del Nord                                                                | 2 – 1                                                                             | Armenia                                                                           | UEFA Nations League 2020-2021 - 1º turno                                          | -                                                                                 | Cap.                                                                              |
| 8-9-2020                                                                          | Tbilisi                                                                           | Georgia                                                                           | 1 – 1                                                                             | Macedonia del Nord                                                                | UEFA Nations League 2020-2021 - 1º turno                                          | 1                                                                                 |                                                                                   |
| 8-10-2020                                                                         | Skopje                                                                            | Macedonia del Nord                                                                | 2 – 1                                                                             | Kosovo                                                                            | Qual. Euro 2020                                                                   | -                                                                                 | 73’ 88’                                                                           |
| 11-10-2020                                                                        | Tallinn                                                                           | Estonia                                                                           | 3 – 3                                                                             | Macedonia del Nord                                                                | UEFA Nations League 2020-2021 - 1º turno                                          | -                                                                                 | 61’                                                                               |
| 14-10-2020                                                                        | Skopje                                                                            | Macedonia del Nord                                                                | 1 – 1                                                                             | Georgia                                                                           | UEFA Nations League 2020-2021 - 1º turno                                          | -                                                                                 |                                                                                   |
| 12-11-2020                                                                        | Tbilisi                                                                           | Georgia                                                                           | 0 – 1                                                                             | Macedonia del Nord                                                                | Qual. Euro 2020                                                                   | -                                                                                 | 89’                                                                               |
| 15-11-2020                                                                        | Skopje                                                                            | Macedonia del Nord                                                                | 2 – 1                                                                             | Estonia                                                                           | UEFA Nations League 2020-2021 - 1º turno                                          | -                                                                                 |                                                                                   |
| 18-11-2020                                                                        | Erevan                                                                            | Armenia                                                                           | 1 – 0                                                                             | Macedonia del Nord                                                                | UEFA Nations League 2020-2021 - 1º turno                                          | -                                                                                 | 70’                                                                               |
| 25-3-2021                                                                         | Bucarest                                                                          | Romania                                                                           | 3 – 2                                                                             | Macedonia del Nord                                                                | Qual. Mondiali 2022                                                               | -                                                                                 |                                                                                   |
| 28-3-2021                                                                         | Skopje                                                                            | Macedonia del Nord                                                                | 5 – 0                                                                             | Liechtenstein                                                                     | Qual. Mondiali 2022                                                               | -                                                                                 | 66’                                                                               |
| 31-3-2021                                                                         | Duisburg                                                                          | Germania                                                                          | 1 – 2                                                                             | Macedonia del Nord                                                                | Qual. Mondiali 2022                                                               | -                                                                                 |                                                                                   |
| 1-6-2021                                                                          | Skopje                                                                            | Macedonia del Nord                                                                | 1 – 1                                                                             | Slovenia                                                                          | Amichevole                                                                        | -                                                                                 |                                                                                   |
| 4-6-2021                                                                          | Skopje                                                                            | Macedonia del Nord                                                                | 4 – 0                                                                             | Kazakistan                                                                        | Amichevole                                                                        | -                                                                                 | 81’                                                                               |
| 13-6-2021                                                                         | Bucarest                                                                          | Austria                                                                           | 3 – 1                                                                             | Macedonia del Nord                                                                | Euro 2020 - 1º turno                                                              | -                                                                                 |                                                                                   |
| 17-6-2021                                                                         | Bucarest                                                                          | Ucraina                                                                           | 2 – 1                                                                             | Macedonia del Nord                                                                | Euro 2020 - 1º turno                                                              | -                                                                                 |                                                                                   |
| 21-6-2021                                                                         | Amsterdam                                                                         | Macedonia del Nord                                                                | 0 – 3                                                                             | Paesi Bassi                                                                       | Euro 2020 - 1º turno                                                              | -                                                                                 | 18’                                                                               |
| 2-9-2021                                                                          | Skopje                                                                            | Macedonia del Nord                                                                | 0 – 0                                                                             | Armenia                                                                           | Qual. Mondiali 2022                                                               | -                                                                                 | cap.                                                                              |
| 5-9-2021                                                                          | Reykjavík                                                                         | Islanda                                                                           | 2 – 2                                                                             | Macedonia del Nord                                                                | Qual. Mondiali 2022                                                               | -                                                                                 | cap. 57’                                                                          |
| 8-9-2021                                                                          | Skopje                                                                            | Macedonia del Nord                                                                | 0 – 0                                                                             | Romania                                                                           | Qual. Mondiali 2022                                                               | -                                                                                 | Cap.                                                                              |
| 8-10-2021                                                                         | Vaduz                                                                             | Liechtenstein                                                                     | 0 – 4                                                                             | Macedonia del Nord                                                                | Qual. Mondiali 2022                                                               | -                                                                                 | cap. 76’                                                                          |
| 11-10-2021                                                                        | Skopje                                                                            | Macedonia del Nord                                                                | 0 – 4                                                                             | Germania                                                                          | Qual. Mondiali 2022                                                               | -                                                                                 | cap. 70’ 77’                                                                      |
| 14-11-2021                                                                        | Skopje                                                                            | Macedonia del Nord                                                                | 3 – 1                                                                             | Islanda                                                                           | Qual. Mondiali 2022                                                               | -                                                                                 | Cap. 85’ 89’                                                                      |
| 24-3-2022                                                                         | Palermo                                                                           | Italia                                                                            | 0 – 1                                                                             | Macedonia del Nord                                                                | Qual. Mondiali 2022                                                               | -                                                                                 | cap.                                                                              |
| 29-3-2022                                                                         | Porto                                                                             | Portogallo                                                                        | 2 – 0                                                                             | Macedonia del Nord                                                                | Qual. Mondiali 2022                                                               | -                                                                                 | Cap.                                                                              |
| 17-11-2022                                                                        | Skopje                                                                            | Macedonia del Nord                                                                | 1 – 1                                                                             | Finlandia                                                                         | Amichevole                                                                        | -                                                                                 | Cap.                                                                              |
| 20-11-2022                                                                        | Skopje                                                                            | Macedonia del Nord                                                                | 1 – 3                                                                             | Azerbaigian                                                                       | Amichevole                                                                        | -                                                                                 | cap. 76’                                                                          |
| 23-3-2023                                                                         | Skopje                                                                            | Macedonia del Nord                                                                | 2 – 1                                                                             | Malta                                                                             | Qual. Euro 2024                                                                   | -                                                                                 | cap.                                                                              |
| 27-3-2023                                                                         | Skopje                                                                            | Macedonia del Nord                                                                | 1 – 0                                                                             | Fær Øer                                                                           | Amichevole                                                                        | -                                                                                 | cap.                                                                              |
| 16-6-2023                                                                         | Skopje                                                                            | Macedonia del Nord                                                                | 2 – 3                                                                             | Ucraina                                                                           | Qual. Euro 2024                                                                   | -                                                                                 | cap. 8’                                                                           |
| 19-6-2023                                                                         | Manchester                                                                        | Inghilterra                                                                       | 7 – 0                                                                             | Macedonia del Nord                                                                | Qual. Euro 2024                                                                   | -                                                                                 | cap. 46’                                                                          |
| Totale                                                                            |                                                                                   | Presenze (5º posto)                                                               | 82                                                                                |                                                                                   | Reti                                                                              | 2                                                                                 |                                                                                   |

## Palmarès

### Club

#### Competizioni nazionali
- Campionato croato: 5

Rijeka: 2016-2017
Dinamo Zagbaria: 2020-2021, 2021-2022, 2022-2023, 2023-2024
- Coppa di Croazia: 3

Rijeka: 2016-2017
Dinamo Zagabria: 2020-2021, 2023-2024
- Coppa di Lega portoghese: 2

Sporting Lisbona: 2017-2018, 2018-2019
- Coppa del Portogallo: 1

Sporting Lisbona: 2018-2019
- Supercoppa di Croazia: 2

Dinamo Zagabria: 2022, 2023

### Individuale
- Miglior giovane calciatore macedone dell'anno: 1

2010